# Technique de l'insecte stérile
Pour les articles homonymes, voir SIT.

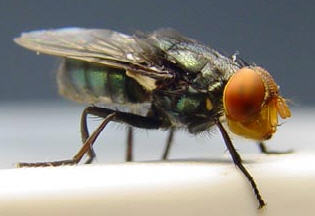
La lucilie bouchère est la première espèce d'insectes ravageurs éliminée avec succès grâce à la technique de l'insecte stérile, dans le cadre d'une approche à l'échelle régionale.

La technique de l'insecte stérile (TIS) est une méthode de lutte biologique, appelée aussi « lutte autocide »,  qui a été mise au point afin de limiter des populations d'insectes posant des problèmes sanitaires, économiques ou environnementaux, voire de les éradiquer dans une région donnée. Elle consiste à rendre stérile les mâles d'une espèce, afin que les femelles s'accouplant avec eux ne produisent pas de larves.

## Procédures
La technique permet par exemple de lutter contre des insectes vecteurs de maladies, notamment les mouches, les moustiques vecteurs du paludisme, de la dengue ou d'autres pathologies, ou contre certains insectes ravageurs des cultures. Les mâles stérilisés par irradiation, élevés en grande quantité, sont relâchés par millions dans la nature et doivent empêcher les femelles de s'accoupler avec les mâles sauvages fertiles, ce qui les empêche finalement d'être fertilisées. Celles-ci ne s'accouplant qu'une seule fois, chaque femelle a une grande probabilité de s'accoupler avec un mâle stérile et donc de ne donner aucune descendance.
La technique a été mise au point dans les années 1950 par les deux entomologistes américains : Raymond C. Bushland et Edward F. Knipling. Pour leurs travaux, ils reçurent conjointement le World Food Prize en 1992. Le premier succès a été obtenu dans les années 1950, dans la lutte contre la lucilie bouchère (Cochliomyia hominivorax), espèce de diptères causant des myiases chez le bétail. Des échecs, dus à la capacité d'adaptation des femelles qui se sont mises à éviter les mâles stériles, ont été observés au Japon, qui a utilisé cette technique dans les années 1970 pour lutter contre la mouche du melon. Dans les années 2000, on renforça ainsi l'attractivité sexuelle des mâles stérilisés de la mouche à fruit (ceratitis capitata)  en leur ajoutant certaines protéines.
Dans l'usine mexicaine de Tuxtla Gutiérrez, mille techniciens produisent des millions de mouches stériles par semaine.
Récemment, on a expérimenté l'élevage de moustiques génétiquement modifiés : les mâles génétiquement modifiés, lâchés dans la nature, sont censés s'accoupler avec les femelles, leur descendance héritant de gènes qui les empêchent d'atteindre la maturité sexuelle. Cela doit permettre d'éradiquer des populations vectrices de la dengue. Une telle expérience a été entamée en 2011, sous la direction du zoologiste Luke Alphey (université d'Oxford). Certains scientifiques, dont Heather Ferguson (université de Glasgow) soulignent toutefois qu'on manque de données en matière de biologie du comportement sexuel des moustiques, et que seule une meilleure connaissance de ce domaine permettrait de rendre efficace les techniques de modification génétique,.

## Méthodologie du rayonnement ionisant
Il est nécessaire de trouver une méthode d'élevage permettant de n'avoir que des mâles. On stérilise alors ceux-ci grâce à l'emploi de rayonnements ionisants.

### Influencement dusex ratio
Chez le moustique Aedes stimulans, ainsi que chez quelques autres espèces de Culicidés, le déterminisme sexuel est dû aux conditions d'environnement. Le développement de mâles adultes ne se fait que si les larves croissent à relativement basse température. A température plus élevée, toutes les larves se différencient en femelles.

### Choix du moment des lâchers
Les lâchers des mâles stérilisés se font à des moments précis. Le lâcher en début de saison, lorsque les femelles sont encore en nombre limité, permet d'obtenir de bons résultats car cela nécessite de relâcher moins de mâles.

## Limites de la technique
L'irradiation des mâles pour les stériliser n'est pas sans effet sur eux. Ils peuvent s'en trouver affaiblis. Ils peuvent alors ne pas être assez forts pour entrer en compétition avec les mâles sauvages.
Certaines espèces sont trop fragiles (par exemple le charançon du coton) et ne peuvent pas être irradiées. La stérilisation par cette méthode tue la majorité des mâles obtenus.